# Markéta Pastorová
Markéta Pastorová (* 1960) je česká výtvarná pedagožka, rovněž lektor a didaktik zaměřující se na koncepce všeobecného vzdělávání a školské a výchovné poradenství.

## Život
Vystudovala obor výtvarná výchova na Pedagogické fakultě Univerzity Karlovy.

## Odborné působení
V letech 1987–1996 pracovala na různých pozicích v institucích dalšího vzdělávání pedagogů. Od roku 1996 začala pracovat jako didaktik ve Výzkumném ústavu pedagogickém, později v Národním ústavu pro vzdělávání (od 1. 1. 2012), resp. Národního pedagogického institutu (od 1. 1. 2020). Stala se vedoucí oddělení všeobecně vzdělávacích předmětů, věnovala se také revizi kurikula a tvorbě Rámcových vzdělávacích programů pro základní školy i gymnázia (v letech 2005–2007) a revizi rámcových vzdělávacích programů (2022–2024). V roce 1999 začala vytvářet koncepci vzdělávací oblasti Umění a kultura, které byla do roku 2023 byla také garantkou. Poté ji vystřídal v této pozici Radek Marušák.
Jako pedagožka a lektorka se věnuje vzdělávání v oblasti výtvarné výchovy a její didaktiky. Od roku 2005 působí externě na Vysoké škole uměleckoprůmyslové v Praze, kde vyučuje didaktiku v rámci Pedagogického modulu. Je členkou odborných rad a komisí. Je autorkou řady odborných článků a studií, zejména z oblasti umění ve vzdělávacím procesu.